# Петрівська Друга сільська рада (Олександрівський район)
| Петрівська Друга сільська рада — колишній орган місцевого самоврядування у Олександрівському районі Донецької області з адміністративним центром у c. Петрівка Друга. Сільській раді підпорядковані населені пункти: - c. Петрівка Друга - с. Зелений Брід - с. Знаменівка - с. Микільське - с. Пасічне |

## Склад ради
Рада складається з 16 депутатів та голови.

## Історія
Донецька обласна рада рішенням від 18 червня 2009 року внесла в адміністративно-територіальний устрій області такі зміни: в Олександрівському районі перенесла центр Микільської сільради з села Микільське в село Петрівка Друга та перейменувала Микільську сільраду на Петрівську Другу.